# Aleksandra Przepiórka
Aleksandra Przepiórka (ur. 19 października 1990 w Lipsku) – polska siatkarka grająca na pozycji rozgrywającej. 
 Obecnie (sezon 2012/2013) zawodniczka pierwszoligowej Radomki Radom.

## Kluby
| Klub                       | Lata gry    |
| -------------------------- | ----------- |
| MTS Lider Radom            | wychowanka  |
| UMKS MOS Wola Warszawa     | 2003 - 2007 |
| SPE AZS AWF Warszawa       | 2007 - 2009 |
| Jedynka Aleksandrów Łódzki | 2009 − 2013 |
| TJ Ostrawa                 | 2013 - 2014 |
| Joker Mekro Świecie        | 2014 - 2016 |
| NOSiR Nowy Dwór Mazowiecki | 2016 - 2017 |
| Radomka Radom              |             |